# Pires Rebelo
José Pires Rebelo, mais conhecido como Pires Rebelo (12 de setembro de 1877 — 3 de dezembro de 1947), foi um engenheiro, professor e político brasileiro.
Foi senador pelo Estado do Piauí de 1923 a 1930 e de 1935 a 1937, além de deputado federal de 1918 a 1923.